# Matriarhat

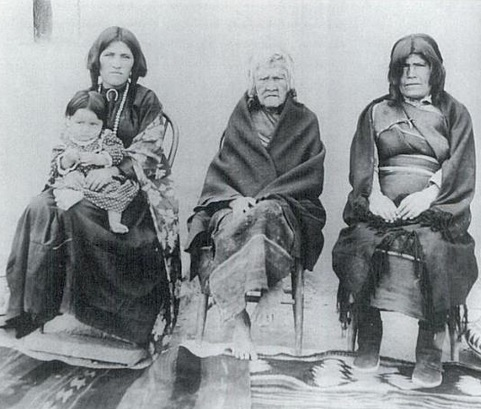
Patru generații de femei din tribul Hopi-Tewa, 1901

Matriarhatul este acea perioadă timpurie din istoria lumii, situată în preistorie, în care apartenența la gintă se stabilea pe linie descendentă maternală.
În evoluția sa, matriarhatul a cunoscut două etape:
- matriarhatul timpuriu: (în paleoliticul târziu și în neoliticul timpuriu) caracterizat prin deplina egalitate a femeii cu bărbatul
- matriarhatul dezvoltat: (în neoliticul dezvoltat) caracterizat prin poziția dominantă a femeii, ca urmare a creșterii rolului ei în viața socială și mai ales în cea economică.

## Matriarhatul timpuriu
Matriarhatul timpuriu s-a caracterizat prin activități ca: vânătoare, cules, pescuit primitiv.
Ginta matriarhală era legată de o altă gintă (exogamie duală) prin familia de grup, care cu timpul se transformă în familie-pereche.
O altă caracteristică o constituie așezarea dislocală în mai multe locuințe și matrilocală într-o singură locuință.

## Matriarhatul dezvoltat
Matriarhatul dezvoltat este caracterizat prin practicarea agriculturii cu unelte primitive (cum ar fi săpăliga), prin dezvoltarea gintei matriarhale, consolidarea tribului, a familiei-pereche.
Așezarea matrilocală devine preponderentă.
La sfârșitul epocii neolitice, apar elementele descompunerii matriarhatului, pentru ca în epoca bronzului să fie înlocuit cu patriarhatul.

## Definiții, conotații și etimologie
Termenul „matriarhat” a fost folosit pentru prima dată de E.B. Taylor în articolul „Sistemul familiei matriarhale” (1896). Taylor a afirmat  că matriarhatul nu înseamnă că femeia conduce familia ci că rudele de sex masculin din partea mamei își asumă conducerea.
Potrivit Oxford English Dictionary (OED), matriarhat este o „formă de organizare socială în care mama sau cea mai vârstă femeie este capul familiei, iar descendența și relația sunt calculate prin linia feminină; guvernarea de către o femeie sau femei”. O definiție populară, după James Peoples și Garrick Bailey, este „dominarea femeii”. În cadrul disciplinei academice a antropologiei culturale, conform OED, matriarhatul este o „cultură sau comunitate în care un astfel de sistem predomină" sau o „familie, societate, organizație etc., dominată de o femeie sau de femei". În general, antropologia, potrivit lui William A. Haviland, este „domnia femeilor”. Matriarhatul este o societate în care femeiele, în special mamele, au rolul central al conducerii politice, al autorității morale și al controlului proprietății, dar nu include o societate care ocazional este condusă de o femeie din motive non-matriarhale sau o ocupație în care femeiele predomină, în general, fără referire la matriarhat, cum ar fi prostituția.